# Kornspekulantens Forbrydelse
Kornspekulantens Forbrydelse er en dansk stumfilm fra 1916, der er instrueret af Robert Dinesen efter manuskript af Martin Jørgensen og Louis Levy.

## Handling
Denne artikel mangler et handlingsreferat. Hjælp os med at skrive det.

## Medvirkende
- Robert Dinesen - Dr. Elsner, astronom
- Peter Nielsen - von Jacob, medlem af korntrusten
- Thorleif Lund - von Zahn, medlem af korntrusten
- Maja Bjerre-Lind - Grevinde von Altburg
- Agnete von Prangen - Ida von Altburg
- Frederik Jacobsen